# 안양터널
안양터널(安養터널, Anyang Tunnel)은 안양시 동안구 호계동에 위치한 수도권제1순환고속도로 상의 터널로, 호계근린공원 사이를 지나간다.
터널 서쪽으로는 안양고가교와 산본 나들목으로, 동쪽으로는 평촌 나들목으로 이어진다.

## 같이 보기
- 수리터널: 일산 방면, 다음 터널
- 청계터널: 판교 방면, 다음 터널
- 안양고가교